# چارلی فریزر
چارلی فریزر (انگلیسی: Charlee Fraser؛ زادهٔ ۲۵ دسامبر ۱۹۹۵) مدل، و بازیگر اهل استرالیا است. از مه ۲۰۱۸، او به عنوان یکی از «۵۰ مدل برتر» صنعت مد توسط وبگاه مدلز.کام رتبه‌بندی شده است. فریزر بر روی جلد مجلاتی همچون وگ، هارپرز بازار، و نومرو ظاهر شده است.
از فیلم‌ها یا برنامه‌های تلویزیونی که وی در آن نقش داشته است می‌توان به فیلم‌های هر کسی جز تو (۲۰۲۳) و فیوریوسا: حماسه مکس دیوانه (۲۰۲۴) اشاره کرد.

## فیلم‌شناسی
| سال  | عنوان                      | نقش         |
| ---- | -------------------------- | ----------- |
| ۲۰۲۳ | هر کسی جز تو               | مارگارت     |
| ۲۰۲۴ | فیوریوسا: حماسه مکس دیوانه | مری جو باسا |